# Karol Kulisz
Karol Kulisz (ur. 12 czerwca 1873 w Dzięgielowie, zm. 8 maja 1940 w Buchenwaldzie) – polski duchowny luterański, senior Kościoła Ewangelicko-Augsburskiego w RP, czołowy działacz neopietystycznego ruchu społecznościowego, polski działacz narodowy i ofiara reżimu nazistowskiego. 

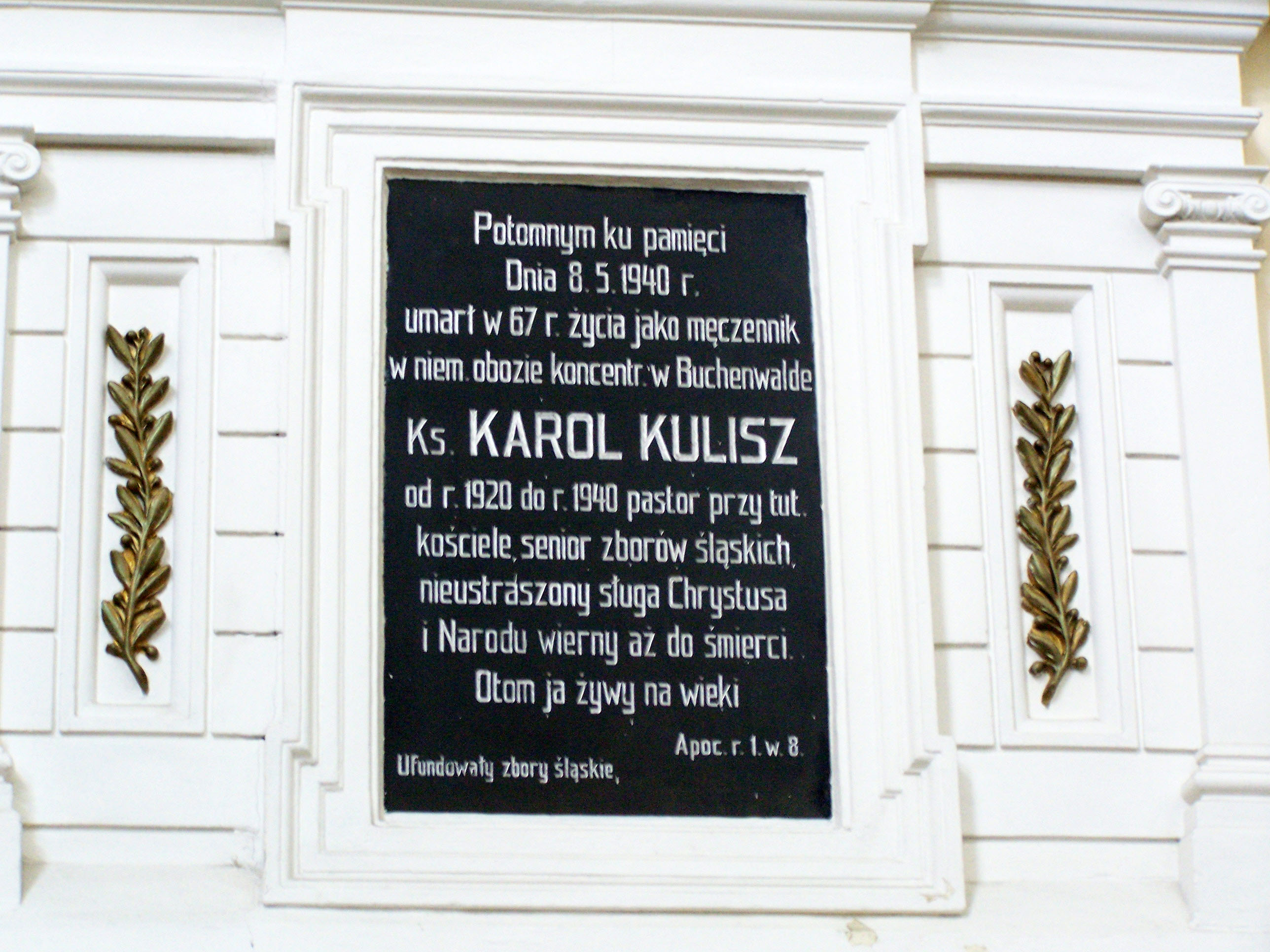
Tablica pamiątkowa ku pamięci ks. Karola Kulisza w Kościele Jezusowym w Cieszynie

## Życiorys
Urodził się w Dzięgielowie na Śląsku Cieszyńskim. Działał w Towarzystwie Ewangelickim Oświaty Ludowej w Cieszynie, w Społeczności Chrześcijańskiej (której był ojcem duchowym) oraz w Kole Polaków Teologów Ewangelickich. Został ordynowany ok. 1897. Był wikariuszem w zborze ewangelickim w Ligotce Kameralnej. W 1907 został wybrany proboszczem parafii ewangelickiej w Krakowie (po śmierci ks. Jerzego Gabrysia). W 1913 założył w Ligotce Kameralnej dom opieki dla starców i ludzi niedołężnych „Betezda”. Od 1920 do 1940 pracował jako pastor w Kościele Jezusowym w Cieszynie. Był wydawcą i redaktorem czasopism „Dla wszystkich” i „Słowo Żywota”. W 1924 dzięki niemu powstał polski, ewangelicki diakonat. 2 maja 1924 został odznaczony Krzyżem Oficerskim Orderu Odrodzenia Polski „w uznaniu zasług, położonych dla Rzeczypospolitej Polskiej na polu pracy oświatowej i narodowej”.
W 1939 został w ramach Intelligenzaktion Schlesien aresztowany przez gestapo za działalność narodową. 8 maja 1940 zginął w obozie koncentracyjnym w Buchenwaldzie.